# Kanak
Kanak (srpski:  Konak, mađarski: Kanak, njemački: Konak)  je naselje u Banatu, u Vojvodini, u sastavu općine Sečanj. Kanak je jedno od naselja u Banatu koje su dobili turopoljski plemići i zagrebački biskup kao posjed te na njih naselili Hrvate.

## Stanovništvo
Prema popisu stanovništva iz 2002. godine u naselju Kanak živi 996 stanovnika, od čega 781 punoljetan stanovnik s prosječnom starosti od 42,1 godina (41,8 kod muškaraca i 42,4 kod žena). U naselju ima 383 domaćinstava, a prosječan broj članova po domaćinstvu je 2,68.
Prema popisu iz 1991. godine u naselju je živjelo 1.150 stanovnika.
| Etnički sastav 2002. |            |        |
| Narod                | Stanovnika | %      |
| Srbi                 | 401        | 40,26% |
| Mađari               | 371        | 37,24% |
| Bugari               | 73         | 7,32%  |
| Jugoslaveni          | 27         | 2,71%  |
| Romi                 | 19         | 1,90%  |
| Hrvati               | 18         | 1,80%  |
| Makedonci            | 10         | 1,00%  |
| Slovaci              | 10         | 1,00%  |
| Rumunji              | 7          | 0,70%  |
| Nijemci              | 4          | 0,40%  |
| Slovenci             | 2          | 0,20%  |
| Crnogorci            | 1          | 0,10%  |
| nepoznato            | 0          | 0,00%  |

| broj stanovnika | 1828  | 1838  | 1726  | 1459  | 1211  | 1150  | 996   |
|                 | 1948. | 1953. | 1961. | 1971. | 1981. | 1991. | 2001. |

## Vanjske poveznice
- Karte, udaljenosti i vremenska prognoza[neaktivna poveznica]
- [neaktivna poveznica]